# Forever (bài hát của Martin Garrix và Matisse & Sadko)
"Forever" là một bài hát được thu âm bởi DJ người Hà Lan Martin Garrix và bộ đôi DJ người Nga Matisse & Sadko. Nó đã được phát hành vào ngày 20 tháng 10 năm 2017.. Đây là bài hát hợp tác thứ 4 giữa Martin Garrix và Matisse & Sadko, sau "Dragon", "Break Through The Silence", và "Together".

## Bảng xếp hạng
| Bảng xếp hạng (2017-2018)    | Vị trí cao nhất |
| ---------------------------- | --------------- |
| Bỉ Dance (Ultratop Flanders) | 30              |
| Bỉ (Ultratip Wallonia)       | 27              |
| Bỉ Dance (Ultratop Wallonia) | 15              |
| Pháp (SNEP)                  | 77              |